# زیردریایی یو-۱۰۵۵
زیردریایی یو-۱۰۵۵ (به انگلیسی: German submarine U-1055) یک زیردریایی بود که طول آن ۶۷٫۱ متر (۲۲۰ فوت ۲ اینچ) بود. این زیردریایی در سال ۱۹۴۴ ساخته شد.